# 大木市蔵
大木 市蔵（おおき いちぞう 1895年（明治28年） - 1974年（昭和49年））は、日本の食肉加工技術者、畜産学者である。門下に多くの職人を育て上げ、「日本のソーセージの父」と称される。

## 略歴
1895年（明治28年）、千葉県匝瑳郡東陽村（現・山武郡横芝光町）に生れる。1910年（明治43年）、横浜中華街の「江戸清」（店主・高橋清七）に、食肉加工見習いとして就職する。
既に横浜では1887年（明治20年）頃からソーセージが製造・販売されるようになっており、日露戦争後には、山下町のドイツ系ロシア人ヤコブ・ベルテが、外国人相手にソーセージを製造・販売していたことが知られている。
このような中、1912年（明治45年）、大木はドイツ人コックマーチン・ヘルツ と出会い、弟子入りしてソーセージの製法を習う。1914年（大正3年）、第一次世界大戦勃発。敵国民となったヘルツに代わり、合資会社サシズ屋商会を設立した。
1917年（大正6年）、第1回神奈川県畜産共進会に、高橋清七名義でソーセージを出品。続いて1919年（大正8年）、第1回畜産工芸博覧会（中央畜産会主催）に、高橋清七名義で出品、銀賞を獲得した。
1920年（大正9年）、合名会社大木ハム製造商会を、横浜市中区元町1丁目25番地に設立する。1923年（大正12年）に関東大震災に遭遇し、ヘルツは神戸に移住、その後帰国した。
1924年（大正13年）、大木市蔵は東京市京橋区（現・東京都中央区）銀座4丁目に日本初のハム・ソーセージ専門店を開設する。また、この年から東京帝国大学駒場畜産研究会で講義を始めた。1930年（昭和5年）、農林省の嘱託を受け、以降、全国各地で食肉加工講習会を行い、技術指導と人づくりにあたった。また1936年（昭和11年）には、高崎ハム協同組合（群馬県）の創立にも携わっている。
戦後は、1949年（昭和24年）、日本ハム・ソーセージ工業協同組合設立。初代常務理事に就任。1956年（昭和31年）、千葉工場を 有限会社千葉大木ハム製造商会に組織変更。
1961年（昭和36年〉には、ハム・ソーセージに関する日本農林規格（JAS）の委員に任命され、規格案を作成する。
多くの弟子を育て、慕われていたため、1963年（昭和38年）、横浜元町の厳島神社に、大木の胸像が建立された。また1973年（昭和48年）には、勲五等双光旭日章（正六位）に叙されている。1974年（昭和49年）8月1日、逝去。
なお、2015年（平成27年）10月8日、一般社団法人日本記念日協会は、大木の出身地である横芝光町商工会青年部からの申請に基づき、大木が初めて品評会にソーセージを出品した1917年（大正6年）11月1日にちなんで、11月1日を「ソーセージの日」と認定した。